# 890-ті
Раннє Середньовіччя •  Епоха вікінгів •  Золота доба ісламу •  Реконкіста

## Геополітична ситуація
У Візантії правив Лев VI. Великими державами Західної Європи були Західне Франкське королівство, Східне Франкське королівство, Бургундія, Італійське королівство. Апеннінський півострів був розділений між численними державами: Італійським королівством франків, Папською областю, Візантією, незалежними герцогствами й землями, захопленими сарацинами. Більшу частину Піренейського півострова займав Кордовський емірат, на північному заході лежало християнське королівство Астурія, Іспанська марка була буферною зоною між Західним Франкським королівством та Аль-Андалусом. Усе десятиліття тривали походи вікінгів на Західну Європу. Англія була розділена між данським Данелагом та королівством Вессекс. Існували слов'янські держави Перше Болгарське царство, Велика Моравія, від якої відділилася Богемія, Приморська Хорватія, Київська Русь. Мадяри переселилися в Паннонію.
В Аббасидському халіфаті тривав занепад і розпад. Наближалося до кінця правління династії Тан у Китаї. Значними державами на території Індії були Пала, Пратіхара, Чола. В Японії тривав період Хей'ан. У степах між Азовським морем та Аралом існував Хазарський каганат.
На території лісостепової України у IX столітті літописці згадують слов'янські племена білих хорватів, бужан, волинян, деревлян, дулібів, полян, сіверян, тиверців, уличів. Київська Русь почала підпорядковувати їх. У Північному Причорномор'ї співіснують різні кочові племена, зокрема хозари, алани, тюрки, угри, печеніги, кримські готи. Херсонес Таврійський належить Візантії.

## Події

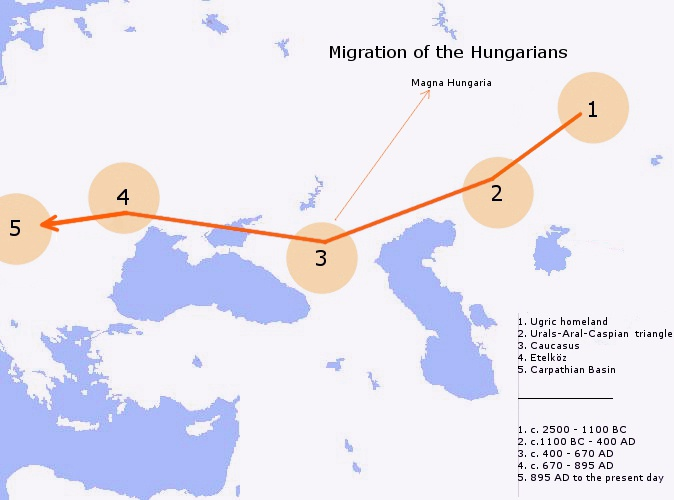
Міграція мадярів

- Упродовж десятиліття відбулося переселення мадярів в Паннонію. Із просторів сучасного українського степу їх витіснили печеніги. Мадяри одразу ж стали значним фактором у Європі. Європейці сприйняли їх як нову хвилю гунів. Вони окупували територію, що раніше належала Великій Моравії. Вступивши в союз із Візантією, мадяри напали на Перше Болгарське царство, але зазнали поразки в битві на Південному Бузі. Пізніше мадяри вчинили рейд у Північну Італію і спустошили землі Баварії.
- У 894—896 роках відбулася перша в історії середньовічної Європи економічна війна між Візантією й Першим Болгарським царством. Причиною війни було додаткове мито, яке Візантія встановила на болгарські товари. Переможцями з війни вийшли болгари.
- Підходила до кінця історія Великої Моравії. Частину її території відтяпали мадяри. 895 року відділилася Богемія. 898 року почалася міжусобиця між Моймиром II та його братом Святополком II.
- Точилася складна боротьба за Італійське королівство й титул римського імператора, в якій значну роль відігравав Святий Престол. Серед претендентів були Беренгар I, Гі III Сполетський, його син Ламберт II Сполетський, король східних франків Арнульф Каринтійський. 896 року Арнульфа коронували імператором, але його влада зберігалася доти, доки він залишався в Італії. Після мадярського рейду 898—899 років та смертей кількох претендентів знать Італії запросила на трон короля Провансу Людовика III.
- На Святому Престолі відбулася швидка зміна кількох Пап, зумовлена втручаннями в політику. Папа Стефан VI влаштував суд над трупом свого попередника Формоза, який отримав назву Трупного синоду. Причиною судилища стало те, що Формоз коронував імператором байстрюка Арнульфа Каринтійського, тоді як залишалися законнонароджені претенденти із герцогів Сполетських. Через кілька місяців проти Папи Стефана збунтував обурений народ, і його задушили у в'язниці. Наступні кілька Пап змінювалися один за одним.
- У Східному Франкському королівстві Арнульфа Каринтійського 899 року змінив на троні його малолітній син Людовик IV Дитя.
- У Західному Франкському королівстві частина знаті висунула на трон Карла III Простакуватого. 897 року він домовився з Едом Паризьким про тимчасову відмову від претензій на престол. Наступного року, після смерті Еда, Карл став королем.
- 892 року аль-Мутадід повернув столицю Аббасидського халіфату у Багдад із Самарри. Ісмаїл Самані захопив владу над Хорасаном і Табаристаном. У Бахрейні утвердилися кармати. У Магрибі виник рух Фатімідів.
- 891 — кінець понтифікату Папи Стефана V (VI).
- 891—896 — понтифікат Папи Формоза.
- 896 — понтифікат Папи Боніфація VI.
- 896—897 — понтифікат Папи Стефана VI (VII).
- 897 — понтифікат Папи Романа.
- 897 — понтифікат Папи Теодора II.
- 898 — початок понтифікату Папи Іоанна IX.
- Приблизно в цей час написано трактати Musica enchiriadis та Scolica enchiriadis з теорії музики, зокрема про правила поліфонії.